# Britta Dirks
Britta Dirks (* 1971 in Recklinghausen) ist eine deutsche Schauspielerin.

## Leben
Von 1991 bis 1995 absolvierte Britta Dirks die Staatliche Hochschule für Musik und Darstellende Kunst Stuttgart und schloss das Studium mit dem Diplom ab. Zwischen 2006 und 2008 belegte sie Method-Acting-Workshops in New York. Bereits während ihrer Ausbildung debütierte Dirks am Stuttgarter Wilhelma-Theater. Nach einem Gastspiel am Theater Heilbronn war sie in der Spielzeit 1995/96 am Theater Magdeburg engagiert, anschließend stand sie bis 1998 auf der Bühne des Stadttheaters Bremerhaven. Eine weitere Station ihrer Bühnenlaufbahn war das ARTheater in Köln.
Für den viel diskutierten Film Oi!Warning stand Dirks zum ersten Mal vor der Kamera. Es folgten sporadisch weitere Aufgaben, so übernahm sie in Staffel 3 der Serie Die Camper die Rolle der Ruthchen Neubert.
2009 wurde Britta Dirks Mutter eines Sohnes. Sie lebt in Köln.

## Filmografie
- 1999: Oi!Warning
- 2000: Die Camper (5 Folgen als Ruthchen Neubert)
- 2000: Einer geht noch
- 2001: Sommer und Bolten – Mut
- 2002: Die Couch-Cowboys (10 Folgen als Petra Friebe)
- 2004: Beauty Queen – Der Traumfuß
- 2006: SOKO Köln – Allein unter Nachbarn
- 2015: Calvin Fragmenti
- 2017: Tatort – Fangschuss